# 23 век
23-ти век започва на 1 януари 2201 година и свършва на 31 декември 2300 година.

## Научна фантастика

### Телевизия и филми
- По-голямата част от Стар Трек се развива през 23. век.
- 2263: Петият елемент.
- 2267, 2270: Карго